# Zabit Magomiedszaripow
Zabit Achmedowicz Magomiedszaripow, ros. Забит Ахме́дович Магомедшарипов (ur. 1 marca 1991 w Chasawiurt, Czeczeńsko-Inguska ASRR) – rosyjski zawodnik mieszanych sztuk walki (MMA) pochodzący z Dagestanu. Walczył dla takich organizacji jak ProFC i ACB. Były mistrz ACB w wadze piórkowej oraz były zawodnik federacji UFC.

## Życiorys
Zabit Magomedsharipov urodził się 1 marca 1991 roku w Chasawiurt, w ówczesnej Dagestańskiej ASRR, z pochodzenia Achwach. Zabit ma młodszego brata, Chasana Magomiedszaripowa, który również jest profesjonalnym zawodnikiem mieszanych sztuk walki. W wieku 10 lat zaczął trenować zapasy w stylu wolnym, a następnie sandę. W 2003 roku wstąpił do szkoły Wushu z internatem "Pyat Storon Sveta" (ros. Пять сторон света, pol. Pięć Kierunków Świata), jednego z krajowych ośrodków akademickich, gdzie mieszkał przez 10-12 lat w celach edukacyjnych i trenował sztuki walki trzy razy dziennie, trenując pod kierunkiem Gusiejna Magomajewa. W 2012 roku zadebiutował w zawodowym MMA. W grudniu 2019 roku jego brat poszedł w jego ślady, debiutując w zawodowym MMA, od tego czasu notując doskonały rekord 5-0. W czerwcu 2022 Magomiedszaripow poinformował UFC o zakończeniu kariery sportowej.

## Osiągnięcia

### Mieszane sztuki walki
- 2015: Zwycięzca turnieju ACB w wadze piórkowej
- 2016: Mistrz ACB w wadze piórkowej

### Sanda
- Mistrz Rosji (4x)
- Mistrz Europy
- Zdobywca Pucharu Świata

## Lista walk w MMA
| Wynik     | Bilans | Przeciwnik                | Rozstrzygnięcie                              | Runda | Czas | Rozgrywki                                   | Data       | Miejsce          | Uwagi                                                            |
| --------- | ------ | ------------------------- | -------------------------------------------- | ----- | ---- | ------------------------------------------- | ---------- | ---------------- | ---------------------------------------------------------------- |
| Wygrana   | 18-1   | Calvin Kattar             | Decyzja (jednogłośna)                        | 3     | 5:00 | UFC on ESPN+ 21: Magomedsharipov vs. Kattar | 09.11.2019 | Moskwa           | Bonus za walkę wieczoru. Main Event                              |
| Wygrana   | 17-1   | Jeremy Stephens           | Decyzja (jednogłośna)                        | 3     | 5:00 | UFC 235                                     | 02.03.2019 | Las Vegas        |                                                                  |
| Wygrana   | 16-1   | Brandon Davis             | Poddanie (dźwignia na kolano)                | 2     | 3:46 | UFC 228                                     | 08.09.2018 | Dallas           |                                                                  |
| Wygrana   | 15-1   | Kyle Bochniak             | Decyzja (jednogłośna)                        | 3     | 5:00 | UFC 223                                     | 07.04.2018 | Nowy Jork        | Bonus za walkę wieczoru                                          |
| Wygrana   | 14-1   | Sheymon Moraes            | Poddanie (duszenie anakonda)                 | 3     | 4:30 | UFC Fight Night: Bisping vs. Gastelum       | 25.11.2017 | Szanghaj         | Bonus za występ wieczoru                                         |
| Wygrana   | 13-1   | Mike Santiago             | Poddanie (duszenie zza pleców)               | 2     | 4:22 | UFC Fight Night: Struve vs. Volkov          | 02.09.2017 | Rotterdam        | Debiut w UFC. Bonus za występ wieczoru                           |
| Wygrana   | 12-1   | Valdines Silva            | TKO (ciosy pięściami)                        | 1     | 1:54 | ACB 45                                      | 17.09.2016 | Petersburg       | Obronił pas mistrzowski ACB w wadze piórkowej                    |
| Wygrana   | 11-1   | Sheikh-Magomed Arapkhanov | KO (ciosy pięściami)                         | 1     | 4:16 | ACB 31                                      | 09.03.2016 | Grozny           | Zdobył pas mistrzowski ACB w wadze piórkowej                     |
| Wygrana   | 10-1   | Abdurahman Temirov        | Poddanie (duszenie gilotynowe)               | 1     | 4:16 | ACB 24 - Grand Prix Berkut 2015 Final       | 24.10.2015 | Moskwa           | Finał turnieju ACB w wadze piórkowej. Bonus za poddanie wieczoru |
| Wygrana   | 9-1    | Mukhamed Kokov            | TKO (kontuzja ręki)                          | 2     | 3:57 | ACB 20                                      | 14.06.2015 | Soczi            | Półfinał turnieju ACB w wadze piórkowej                          |
| Wygrana   | 8-1    | Artak Nazaryan            | TKO (niezdolność do kontynuowania walki)     | 2     | 4:08 | ACB 15 - Grand Prix Berkut 2015 Stage 2     | 21.03.2015 | Nalczyk          | Ćwierćfinał turnieju ACB w wadze piórkowej                       |
| Wygrana   | 7-1    | Orudzh Zamanov            | Poddanie (duszenie gilotynowe)               | 2     | 1:11 | ACB 11 - Vol. 1                             | 14.11.2014 | Grozny           |                                                                  |
| Wygrana   | 6-1    | Sarmat Hodov              | Decyzja (jednogłośna)                        | 3     | 5:00 | Oplot Challenge 88                          | 16.11.2013 | Charków          |                                                                  |
| Wygrana   | 5-1    | Sergei Sokolov            | Poddanie (duszenie trójkątne rękoma)         | 2     | 2:49 | Fight Nights: Krepost Selection 1           | 20.09.2013 | Moskwa           |                                                                  |
| Przegrana | 4-1    | Igor Egorov               | Poddanie (dźwignia prosta na staw łokciowy ) | 3     | 1:27 | ProFC 47: Russia vs. Europe                 | 14.04.2013 | Rostów nad Donem | Co-Main Event                                                    |
| Wygrana   | 4-0    | Iftikhor Arbobov          | TKO (przerwanie przez lekarza)               | 2     | 5:00 | ProFC 44                                    | 02.12.2012 | Czechow          |                                                                  |
| Wygrana   | 3-0    | Abkerim Yunusov           | Poddanie (duszenie zza pleców)               | 2     | 1:56 | ProFC 42                                    | 13.10.2012 | Charków          |                                                                  |
| Wygrana   | 2-0    | Timur Bolatov             | Decyzja (jednogłośna)                        | 2     | 5:00 | Liga Kavkaz 2012                            | 03.07.2012 | Chasawjurt       |                                                                  |
| Wygrana   | 1-0    | Zhumageldy Zhetpisbayev   | TKO (ciosy pięściami)                        | 1     | 3:30 | Odessa Golden Cup                           | 09.05.2012 | Odessa           | Debiut w MMA                                                     |